# Blåstång

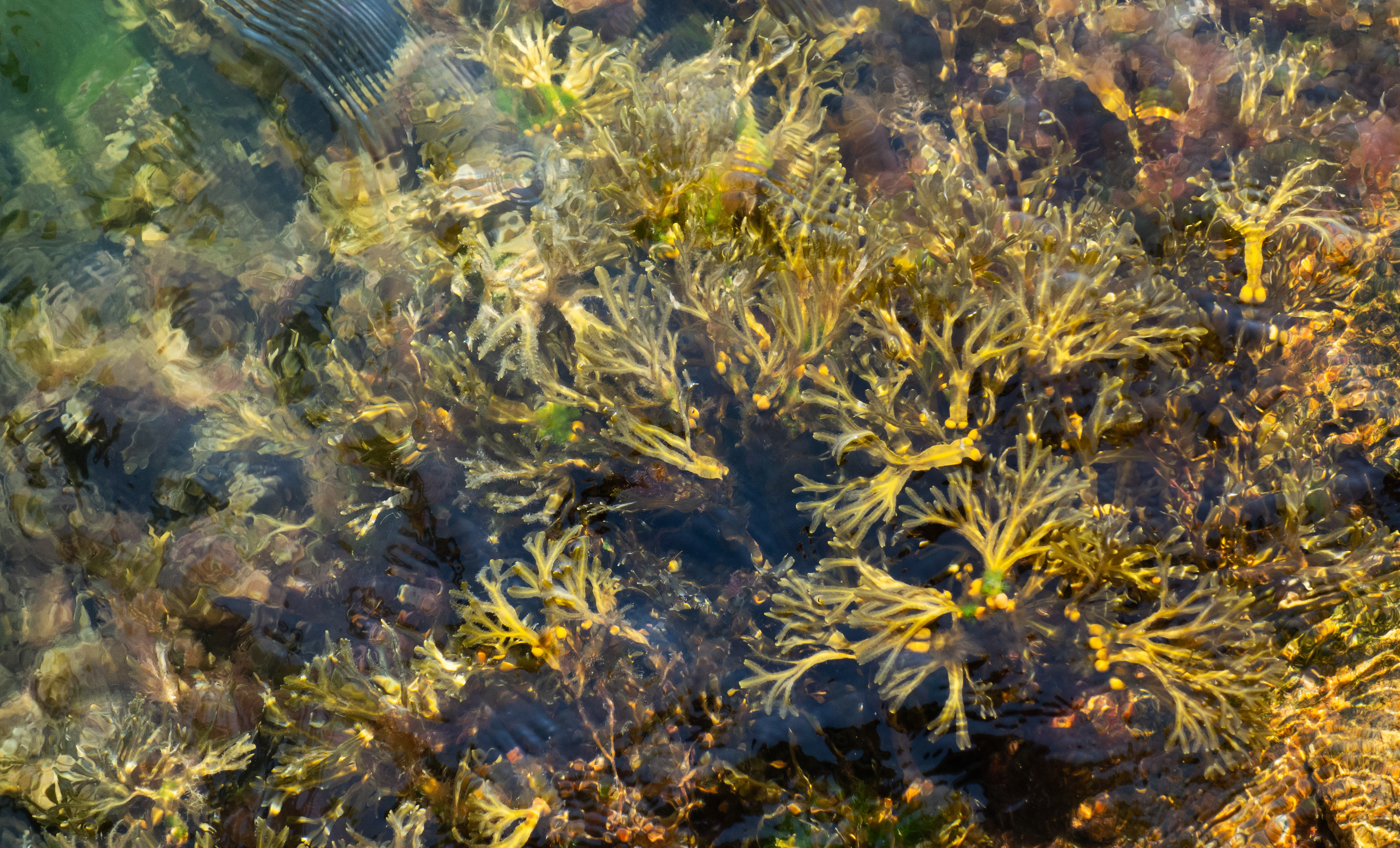
Blåstång i Gullmarsfjorden vid Sämstad

Blåstång (Fucus vesiculosus), även kallad klotång, är en brunalg (klass Phaeophyceae, fylum Pheophyta) av typen kelp. Utbredningsområdet sträcker sig över norra Atlantkusten. Blåstången är Östersjöns viktigaste fleråriga strukturbildande alg. Som sådan är den viktig för många andra organismer som levnadssubstrat eller gömslen. Namnet blåstång kommer från de tydligt luftfyllda flytblåsor som håller algen flytande, vilket ger en ökad fotosyntes.
Svenska forskare upptäckte i början av 2025 en klon av blåstång i Östersjön framför Umeå som var uppskattningsvis 500 km lång.

## Användning
Blåstången innehåller många mineralier och spårämnen och har tidigare skördats till vinterfoder åt kreaturen. Den är rik på kväve och kalium och ilandspolad tång har haft stor betydelse som gödningsmedel. Man använde den även som taktäckningsmaterial och aska från bränd tång kunde nyttjas som ersättning för salt. 
Inom folkmedicinen kan blåstång användas invärtes som avmagringsmedel och vid förstoppning. Använd del av växten är hela thallus, torkad i solen. Verksamma ämnen är organiskt bunden jod och brom, xantofyll och polysackarider. Medicinsk verkan är stimulerande (genom ökad sköldkörtelaktivitet), laxerande och milt hudretande. Den har också används mot struma och skofler.
På 1800-talet nyttjades den på badanstalter. Tången blandades i badkaren och gneds mot huden vilket ansågs vara bra för blodgenomströmningen. 
Romaren Plinius kallade växten "Quercus marina" ("havsek") eftersom den påminde om ekblad.

## Bygdemål
| Namn      | Trakt            | Ref.  | Kommentar                     |
| --------- | ---------------- | ----- | ----------------------------- |
| Kläder    | Sveriges ostkust | [ 4 ] |                               |
| Klöter    | Sveriges ostkust | [ 4 ] |                               |
| Klör      | Sveriges ostkust | [ 4 ] |                               |
| Knapptång |                  | [ 5 ] |                               |
| Höter     | Västnyland       |       |                               |
| Hötter    | Västnyland       |       |                               |
| Släke     | Gotland          |       | Ruttnande tång i strandkanten |